# Allahyar Khan Qeliči
Allahyar Khan Qeliči (1735/1736- després del 1802) fou kan dels Qelīča, un petita tribu del nord de Khurasan i governant de Sabzawar al començament del segle xix.
Va pujar al poder a la tribu al final del segle xviii quan lluitaven Zand, Qadjars i Afshàrides. Vers el 1776/1777 va donar suport a Husayn Luli Khan pare de Fath Ali Shah, en el seu enfrontament amb els Kuklan Torkmans del nord-oest. El 1795/1796 va reconèixer la sobirania d'Agha Muhammad Shah Qadjar però quan va pujar al tron Fath Ali Shah va desafiar el seu poder junt amb altres caps tribals.
Fath Ali Khan va fer tres campanyes al Khurasan per sotmetre als caps (1799, 1800, 1801) que van tenir cert èxit però no complet. El 1800 amb deu mil homes va assetjar Sabzewar i va capturar la fortalesa estratègica de Mazinan; Allahyar va demanar la mediació de Zaman Shah l'emir de Kabul, i finalment els perses qadjars es van retirar deixant el Khurasan com una zona tampó; però poc després Zaman Shah fou enderrocat i va pujar al poder un govern proqadjar, i la situació d'Allahyar es va agreujar mentre que Fath Ali Khan es trobava ara en una forta posició per posar fi a les revoltes dels kans de Khurasan i entre ells Allahyar i Sadek Kahn Šaqāqī.
Allahyar, que ja havia perdut posicions claus es va rendir a canvi de clemència negociada amb l'hereu de la corona Abbas Mirza, i va entregar a la seva filla Tarlan que fou garantia de la seva bona conducta futura. El 1801/1802 va haver d'abandonar Sabzawar cap a la capital on li fou donat el toyul  d'Eštehārd. Va viure la resta de la seva vida en aquesta mena d'exili.